# Кармазін Антон Олександрович

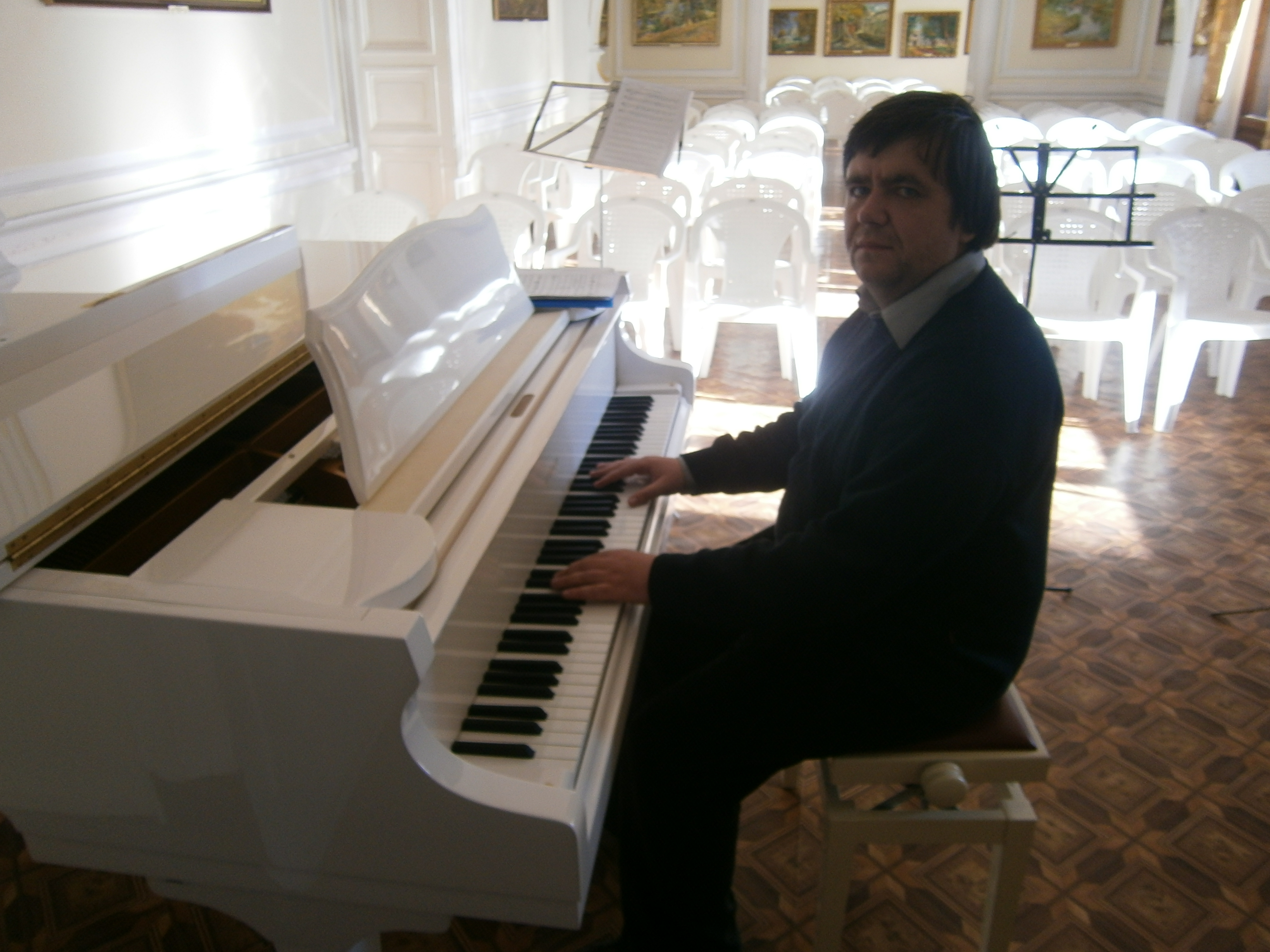
Композитор Кармазін А. О. за роялем у місті Тростянець

Антон Олександрович Кармазін (6 червня 1982, Баришівка, Київська обл.) — український композитор, історик, член Національної спілки композиторів України (2016). Кандидат мистецтвознавства.

## Біографія
Народився у смт Баришівка Київської області.
Закінчив Баришівську дитячу музичну школу, Київський національний університет, Національну музичну академію України ім. Чайковського (клас доцента Б. Ю. Стронька). 
Працює науковим співробітником музею театрального, музичного та кіномистецтва України.
Автор ряду наукових статей з історії української музики, музеєзнавства та історії України, які виходили друком в Україні, Австрії, Чехії, Угорщині.
Захистив дисертацію на здобуття наукового ступеня кандидата мистецтвознавства за темою «Національна історія в мистецьких образах як сутність композиторської творчості Михайла Вериківського».
Брав участь у музичних фестивалях «Прем'єри сезону» (Київ), «LANDISH. SUMY» та «Іменини Чайковського» (Суми — Низи — Тростянець), «Квіти духовності» (Мелітополь), «Золота кувшинка» (Путивль), музичному фестивалі імені Андрія Розумовського (батуринський Національний історико-культурний заповідник «Гетьманська столиця»), мистецькому фестивалі «Осінь з музикою Кароля Шимановського» (Кропивницький).
Авторські концерти Антона Кармазіна проходили у Києві (музей-квартира Віктора Косенка, Музей театрального, музичного та кіномистецтва України, Дитяча школа мистецтв № 2 імені Михайла Вериківського, Інститут книгознавства НБУВ, Меморіальний Музей Тараса Шевченка Хата на Пріорці), Сумській обласній філармонії, Тростянці (Садиба Л. Є. Кеніга), Низах (музей Чайковського), Рівному (Рівненський державний гуманітарний університет), Білій Церкві (ДМШ № 3), Кропивницькому (народний меморіальний музей Юлія Мейтуса).
Твори Антона Кармазіна звучали під час творчих заходів в уманському державному педагогічному університеті імені Павла Тичини, лебединській дитячій школі мистецтв імені Бориса Гмирі, Національному музеї літератури України, устилузькому музеї-садибі Ігоря Стравінського, сонцівському меморіальному музеї Сергія Прокоф'єва, сумському будинку-музеї Антона Чехова, музеї Марії Заньковецької у Києві, київському будинку-музеї Миколи Лисенка, веприцькому меморіальному музеї К. Г. Стеценка, городищенському музеї Семена Гулака-Артемовського,  львівському меморіальному музеї Станіслава Людкевича, канівському музеї Тараса Шевченка,  житомирській музичній школі імені Бориса Лятошинського, іржавецькому музеї-садибі Л. Ревуцького та Д. Ревуцького,  переяславському музеї «Заповіту» Тараса Шевченка, марківському музеї Миколи Леонтовича, мар'янівському меморіальному музеї-садибі Івана Козловського,  музеї Соломії Крушельницької в с. Біла, білоцерківському краєзнавчому музеї, Миронівському інституті пшениці імені Василя Ремесла, Літературно-меморіальному музеї-квартирі П. Г. Тичини, обухівському краєзнавчому музеї імені Юрія Домотенка, яготинському музеї  Флігель Тараса  Шевченка, Національному історико-культурному заповіднику «Качанівка», Національному заповіднику «Батьківщина Тараса Шевченка», заньківському меморіальному музеї Марії Заньковецької, черкаському обласному краєзнавчому музеї, одеському Музеї звуку, звягельському музеї Лесі Українки, музеї Миколи Лисенка у Гриньках, кам'янець-подільській Галереї мистецтв.        
Здійснив редакцію та оркестровку фортепіанного концерту М. Вериківського за авторським рукописом клавіру (прем'єра твору відбулася під час авторського концерту 30 березня 2011 року у Київській дитячій школі мистецтв № 2 ім. М.Вериківського). 22 квітня 2025 року відбулася прем'єра фортепіанного концерту Вериківського у львівському Будинку органної та камерної музики у виконанні Академічного симфонічного оркестру Луганської обласної філармонії (диригент - Іван Остапович, соліст - Андрій Макаревич). 
У своїй творчості композитор надає перевагу камерно-інструментальним та камерно-вокальним жанрам. На його творчості відбилося взаємодоповнення мистецького та наукового світосприйняття — через вивчення історії. У його творчому доробку — балет «Міщанин у дворянстві» (лібрето Ганни Приходько), п'єса для альта і фортепіано, тріо для флейти, кларнета та фортепіано, монолог-реквієм Пам'яті загиблих на Грушевського для скрипки соло, фортепіанна музика, вокальний цикл «Образи» для мецо-сопрано та фортепіано на слова Олени Котляревської, романси на слова Лесі Українки, Тараса Шевченка, Ганни Приходько, Олександра Олеся, Павла Глазового. Має фортепіанні твори, видані українськими видавництвами.
Є вболівальником футбольного клубу Динамо (Київ). Колекціонує листівки з видами міст. 

## Вибрані публікації
- Фортепианный концерт М. И. Вериковского: взгляд через 60 лет // Paradigmata poznani. №. 2. ― Praha, 2014. ― С. 287―293.
- Украинская национально-историческая тематика как приоритетное направление творчества М. Вериковского : культурологический аспект (на примере традиций Волыни и Кременца) // European journal of Arts. V. 1. ― Veinna, 2015. ― С. 21―24. ― (рос.)
- Історія України у віддзеркаленні творчості Михайла Вериківського // Вісник Львівського університету. Сер. : «Мистецтво». ― Львів : Львівський нац. ун‑т ім. Івана Франка, 2015. ― Вип. 16. Ч. 2. ― С. 12―19.
- Музеї, присвячені спадщині М. Вериківського ― провідні осередки вивчення творчості композитора // The scientific heritage. ― Budapest, Hungary, 2017. ― V. 12 (12).― С. 4–6.
- Роль музею у розвитку сучасної музейної освіти / А. Кармазін, І. Дубровіна // Міжнародна науково-практична конференція «Актуальні питання педагогіки та психології: наукові дискусії» : зб. тез наук. робіт учасників. ― Харків, 2017. ― С. 59―62.
- Музейний потенціал України як прогресивний напрям освітнього та культурного розвитку молоді // Наукова спадщина академіка Івана Зязюна у вимірах сучасності й майбутнього : зб. матеріалів І Міжнародної науково-практичної конференції. ― Київ : Вид-во НПУ імені М. П. Драгоманова, 2017. ― С. 325―327.
- Особливості організації мистецьких заходів у вітчизняному музейному та бібліотечному просторі / А. Кармазін, І. Дубровіна // Актуальні питання гуманітарних наук. Вип. 24. ― Дрогобич, 2019. ― С. 34―37.
- Василь Миколайович Ремесло ― наукова гордість Київщини // Київщина: історія рідного краю : матеріали обласної науково-практичної конференції «Краєзнавчі читання імені Лаврентія Похилевича». ― Біла Церква, 2020. ― С. 151―159.
- Неокласична імпреза (до сторіччя перебування неокласиків у Баришівці) // Баришівський вісник. ―2020.  №46 (511). ― С. 5.
- Музика у житті Тараса Шевченка (за матеріалами українських музеїв) // The scientific heritage. ― Budapest, Hungary, 2020. №47. Vol. 5. ― С. 31– 34.
- Збереження творчої спадщини С. С. Гулака-Артемовського: Городищенський музей та Національна бібліотека України імені В. І. Вернадського / А. Кармазін, І. Дубровіна  // Сучасні тенденції розвитку освіти й науки: проблеми та перспективи : зб. наук. праць. Вип. 8. ― Київ ;Львів ; Бережани ; Гомель ; Кельце, 2021. ― С. 173―178.
- Марко Кропивницький та українська музична культура (за матеріалами Музею театрального, музичного та кіномистецтва України) // Нова педагогічна думка. № 3 (107). ― Рівне, 2021. ― С. 141―145.
- Устилуг Ігоря Стравінського: історія та сучасність // Матеріали міжвузівської науково-практичної конференції «Партнерство в освіті та соціальній роботі: сучасні виклики та перспективи». ― Хмельницький, 2022. ― С. 90―92.
- Роздуми про українську історичну пісню / А. Кармазін, І. Дубровіна // Молодий вчений. № 9 (109). ― Одеса, 2022. ― С. 54―57.
- Пам’ятки Черкащини: наукові та творчі перехрестя // Матеріали III Міжнародної науково-практичної конференції «Сучасне мистецтво: науково-методичний та практичний аспекти». ― Умань : Візаві, 2022. ― С. 30―34.
- Концертні виступи у музеях Сумщини: творчі та особисті враження // Вісник науки та освіти. Вип. № 5 (5). ― Київ, 2022. ― С. 90―100.